# Jorge Soares de Gouvêa
Jorge Soares de Gouvêa (Petrópolis, 27 de junho de 1883 – Rio de Janeiro, 9 de maio de 1961) foi um médico brasileiro.
Foi eleito membro honorário da Academia Nacional de Medicina em 1928.